# Четате (комуна, Долж)
Четате (рум. Cetate) — комуна у повіті Долж в Румунії. До складу комуни входять такі села (дані про населення за 2002 рік):
- Морень (716 осіб)
- Четате (5255 осіб)

Комуна розташована на відстані 245 км на захід від Бухареста, 65 км на захід від Крайови.

## Населення
За даними перепису населення 2002 року у комуні проживала 5971 особа.
Національний склад населення комуни:
| Національність | Кількість осіб | Відсоток |
| -------------- | -------------- | -------- |
| румуни         | 4951           | 82,9%    |
| цигани         | 1018           | 17,0%    |
| угорці         | 1              | < 0,1%   |
| болгари        | 1              | < 0,1%   |

Рідною мовою назвали:
| Мова       | Кількість осіб | Відсоток |
| ---------- | -------------- | -------- |
| румунська  | 4951           | 82,9%    |
| циганська  | 1018           | 17,0%    |
| угорська   | 1              | < 0,1%   |
| болгарська | 1              | < 0,1%   |

Склад населення комуни за віросповіданням:
| Релігія       | Кількість осіб | Відсоток |
| ------------- | -------------- | -------- |
| православні   | 5910           | 99,0%    |
| баптисти      | 39             | 0,7%     |
| п'ятдесятники | 8              | 0,1%     |
| адвентисти    | 6              | 0,1%     |
| римо-католики | 4              | 0,1%     |
| унітарії      | 1              | < 0,1%   |
| атеїсти       | 1              | < 0,1%   |

## Зовнішні посилання
- Дані про комуну Четате на сайті Ghidul Primăriilor [Архівовано 9 вересня 2012 у Wayback Machine.]